# Пакао нема границе
Пакао нема границе (шп. El lugar sin límites) је роман из 1966. године Хосеа Доноса.

## Радња
Радња романа је смештена јужно од Сантјага де Чилеа, у малом граду у близини регионалног центра Талке. Детаљно описује начин живота проститутки. Главни лик је Мануела, трансродна жена и власница бордела.

## О књизи
Роман је примио добре критике, а сам аутор га је сматрао својим најбољим делом, „најсавршенијим, са најмање грешака, најпотпунијим”.
Године 1978. је по књизи снимљен истоимени филм.

## Издања
- Carlos Fuentes / José Donoso / Severo Sarduy (1972). Triple Cross: Holy Place / Hell Has No Limits / From Cuba with a Song, Dutton.
- Donoso, José (1995), Hell Has No Limits, Los Angeles: Sun & Moon Press, OCLC 33207281. Trans. Suzanne Jill Devine.
- Donoso, José (1999), Hell Has No Limits, Los Angeles: Green Integer, OCLC 42949208. Trans. Suzanne Jill Devine.